# Ілір Сейтай
Ілір Сейтай (алб. Ilir Seitaj; нар. 1957) – албанський шахіст, міжнародний майстер від 1991 року.

## Шахова кар'єра
Від початку 1980-х років належить до когорти провідних албанських шахістів. Чотири рази виграв золоті медалі чемпіонату Албанії (1983, 1991, 1999, 2009). Чотири рази брав участь у зональних турнірах (відбіркового циклу чемпіонату світу): Кавала (1985), Анкара (1995), Панормо (1998) та Єреван (2000).
Неодноразово представляв Албанію на командних змаганнях, зокрема:
- дев'ять разів на шахових олімпіадах (1984, 1988, 1990, 1994, 1998, 2002, 2004, 2010, 2012)[2],
- на командному чемпіонаті Європи (2001)[3],
- двічі на BŁĄD[4].

Найвищий рейтинг Ело в кар'єрі мав станом на 1 липня 1992 року, досягнувши 2425 очок займав тоді 2-ге місце (позаду Фатоса Мучо) серед албанських шахістів.